# Fru Bonnets felsteg
Fru Bonnets felsteg är en svensk svartvit stumfilm från 1917 i regi av Egil Eide. Eide spelar också en av huvudrollerna som mecenaten Georg Bonnet. I övriga roller ses bland andra Karin Molander och Adolf Niska, som här gjorde sin filmdebut.

## Handling
Georg Bonnet är mecenat och framstående i konstnärskretsar. Han gifter sig med den vackra Eva och till bröllopet bjuder han flera av sina konstnärsvänner. Särskilt vännerna Paul Verdier och Henry Meline finner Eva attraktiv och Eva är inte helt oberörd av Verdiers intresse.
Verdier har ett förhållande med dansaren Anita. För att vinna henne för gott ställer Verdier upp i en av Bonnet utlyst konsttävling. Prissumman är på 50 000 francs och temat för tävlingen "En martyr". Verdier övertalar Eva att sitta modell. Under en sittning råkar Eva slå armarna om Verdier. När hon inser sitt misstag rusar hon hem. Verdier vet inte hur han ska tolka hennes invit och skickar Meline med en billet d'amour till henne. Meline är dock ett opålitligt sändebud. Dels försöker han låna pengar av Bonnet, dels gör han så att Bonnet får vetskap om att Eva och Verdier har träffats. Bonnet vägrar låna ut pengarna och Meline beslutar därför att göra inbrott hos honom. Verdier besöker Eva för att höra efter varför hon inte svarat på hans brev. Bonnet upptäcker Meline i färd med att begå inbrottet. Verdier rusar dit och övermannar Meline. Ett skott brinner av och Melina faller död till marken. Verdier lämnar skräckslagen platsen.
Polisen utreder ärendet och samtliga inblandade försöker ta på sig skulden för att skydda den andre. Polisen håller Eva som den skyldiga och hon hamnar i fängelse. När Eva kommer ut från fängelset kontaktar hon Verdier som nu lever med Anita. Verdier förklarar att Meline skjutit sig själv av misstag och att hennes offer varit förgäves. Eva vänder sig till Bonnet som förlåter henne och de faller i varandras armar.

## Om filmen
Fru Bonnets felsteg spelades in efter ett manus av Marius Wulff. Filmen spelades in 1916 i Svenska Biografteaterns ateljé på Lidingö med Hugo Edlund som fotograf. Arkitekt var Axel Esbensen.
Filmen premiärvisades 2 januari 1917 på biograf Röda Kvarn i Stockholm. Under föreställningen framfördes musik av Röda Kvarns orkester med Rudolf Sahlberg som orkesterledare och musikarrangör.

## Rollista
- Egil Eide – Georg Bonnet, mecenat
- Karin Molander – Eva Bonnet, hans hustru
- Adolf Niska – Paul Verdier, artist
- William Larsson – Henry Meline, artist
- Edith Erastoff – Anita, dansare

## Mottagande
Filmen fick ett övervägande positiv mottagande. I Afton-Tidningen skrev recensenten "Det har med Svenska biografteaterns övriga svenska nyheter på detta område gemensamt en mästerlig iscensättning. De medverkande skådespelarna löste lyckligt sina uppgifter, särskilt operasångaren Adolf Niska, som nu visade sig för första gången på filmen. Bekantskapen var uteslutande angenäm." Även Dagens Nyheters Marfa & comp var positiv och berömde Niskas och Molanders skådespelarinsatser. Recensenten ansåg dock att filmtiteln var "tämligen banal".
Stockholms Dagblad menade att filmen har en "svag handling med doft af billig roman", men berömde Niskas skådespelarinsats. I Nya Dagligt Allehanda skrev recensenten Jens Flik: "Fru Bonnets felsteg, som både till uppslag och dettas närmare utformning är påfallande naivt. Att dryga kostnader offrats på inspelningen af detta tafatta försök är ägnat att förvåna. Fotograferingen är emellertid högst berömvärd och de erkänt goda artister, som anlitats för de olika rollerna, Karin Molander, Edith Erastoff, Adolf Niska m fl göra sig förtjänta af oförbehållsamt erkännande."